# 사카키바라 야스마사
사카키바라 야스마사(일본어: 榊原康政, 1548년 ~ 1606년 6월 19일)는 센고쿠 시대 말기부터 에도 시대 초기의 무장이다. 도쿠가와 이에야스(徳川家康)를 도와 우에노 전투 등의 일본 통일에 큰 공을 세웠다. 고마키·나가쿠테 전투 당시, 히데요시를 조롱하였으나, 오히려 히데요시에게서 칭찬을 받은 것으로 유명하다.

## 같이 보기
| 전임 사카키바라 나가마사 | 제1대 사카키바라 시키부노다유 가문 당주 ? ~ 1606년 | 후임 사카키바라 야스카쓰 |

|  | 제1대 다테바야시번 번주 (사카키바라 가문) 1590년 ~ 1606년 | 후임 사카키바라 야스카쓰 |